# پرواز شماره ۵۰۱ پاسفیک وسترن ایرلاینز
پرواز شماره ۵۰۱ پاسفیک وسترن ایرلاینز(به انگلیسی: Pacific Western Airlines Flight 501) یک پرواز از کلگری به مقصد ادمونتون بود که با ۱۱۴ مسافر و ۵ خدمه بودند، در تاریخ ۲۲ مارس ۱۹۸۴ دچار سانحه شد .